# 6365 Nickschneider
6365 Nickschneider eller 1981 ES29 är en asteroid i huvudbältet som upptäcktes den 1 mars 1981 av den amerikanska astronomen Schelte J. Bus vid Siding Spring-observatoriet. Den är uppkallad efter den amerikanske astronomen Nick Schneider.
Asteroiden har en diameter på ungefär 12 kilometer.